# Fergana Challenger 1996
Il Fergana Challenger 1996 è stato un torneo di tennis facente parte della categoria ATP Challenger Series nell'ambito dell'ATP Challenger Series 1996. Il torneo si è giocato a Fergana in Uzbekistan dal 22 al 28 aprile 1996 su campi in cemento.

## Vincitori

### Singolare
Stéphane Simian ha battuto in finale  Noam Behr con il punteggio di 7–6, 7–6

### Doppio
Mahesh Bhupathi /  Leander Paes hanno battuto in finale  Geoff Grant /  Maurice Ruah con il punteggio di 6–3, 7–6